# Kmeťovo
Kmeťovo est une commune du district de Nové Zámky, dans la région de Nitra, en Slovaquie.

## Histoire
Première mention écrite du village en 1214.

## Démographie

### Évolution de la population
| Année:               | 1994. | 2004.   | 2014.   | 2024.   |
| -------------------- | ----- | ------- | ------- | ------- |
| Nombre de personnes: | 949   | 960     | 873     | 809     |
| Différence:          |       | +1,15 % | -9,06 % | -7,33 % |

| Année:               | 2023. | 2024.   |
| -------------------- | ----- | ------- |
| Nombre de personnes: | 812   | 809     |
| Différence:          |       | -0,36 % |